# Cabriola (equitación)
Se llama cabriola al salto vivo y corto en que el caballo levanta el cuarto delantero, imitando precisamente al salto típico de las cabras.
Es un salto que forma el caballo sin echarse hacia adelante ni ganar terreno de modo que, estando en el aire, muestra primeramente las herraduras de los pies y dispara luego un par de coces con toda la fuerza que puede lo que se llama anudar la agujeta y algunos llaman también a este salto salto de firme a firme.
La cabriola es un manejo por alto y el más difícil de todos los aires elevados. Se dice que un caballo se presenta por sí propio a las cabriolas y que se pone sobre las cabriolas siempre que forma saltos iguales у en la obediencia de la mano de la brida, esto es, sin forzar la mano del jinete y sin pesar ni cargar sobre ella. Hay muchas suertes de cabriolas y se llaman cabriola recta, cabriola hacia atrás, cabriolé de costado, cabriola batida y cabriola abierta.
- Cuando el caballo no dispara las coces y se contenta solo con amenazarlas, se da a la cabriola el nombre de balotada
- Se da el nombre de grupada cuando en lugar de mostrar las herraduras de los pies en lo más elevado del salto, recoge estos bajo de su cuerpo sin mostrar las herraduras

## Enseñanza
Para enseñar a un caballo a manejarse bien en las cabriolas, conviene ponerle entre los dos pilares y hacerle levantar primeramente el cuarto delantero y en seguida el trasero, pero cuando el delantero se halla todavía en el aire. Para esto se hace uso de las ayudas de la vara, del punzón y otras veces, de las correas. Cuando se quiere obligar al caballo a hacer cabriolas perfectas, esto es, a que dispare el par de coces en el salto, el caballero que le maneja debe sostenerle tanto con la mano de la brida como de los talones.